# 拉洛皮
拉洛皮（法語：La Laupie，法語發音：[la lopi]）是法国德龙省的一个市镇，位于该省西南部，属于尼永斯区。

## 地理
拉洛皮（44°36'37"N, 4°50'46"E）面积9.68 平方千米，位于法国奥弗涅-罗讷-阿尔卑斯大区德龙省，该省份为法国东南部内陆省份，北起顺时针与伊泽尔省、上阿尔卑斯省、上普罗旺斯阿尔卑斯省、沃克吕兹省和阿尔代什省接壤。
与拉洛皮接壤的市镇（或旧市镇、城区）包括：鲁比永河畔邦略、孔迪亚克、马尔萨讷、索泽。

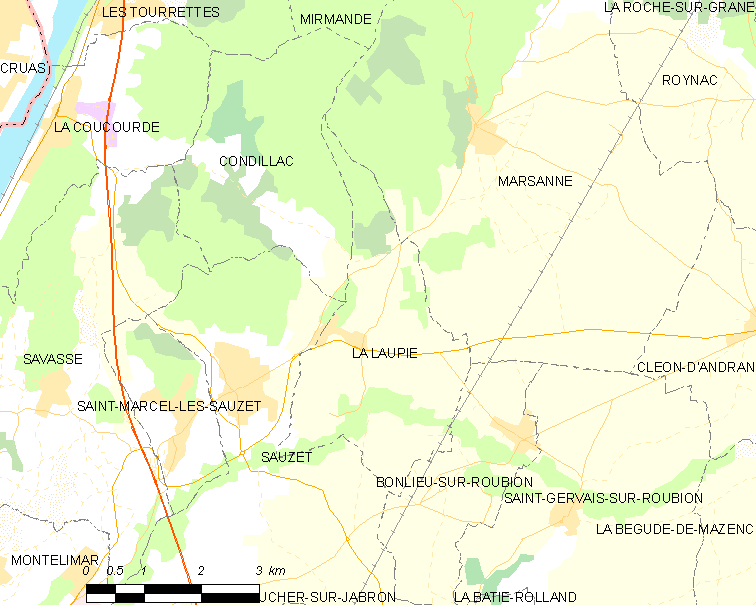
拉洛皮的OSM定位图

拉洛皮的时区为UTC+01:00、UTC+02:00（夏令时）。

## 行政
拉洛皮的邮政编码为26740，INSEE市镇编码为26157。

## 政治
拉洛皮所属的省级选区为迪约勒菲县。

## 人口

1962-2008年间拉洛皮人口变化图示

拉洛皮于2022年1月1日时的人口数量为776人。